# Louis Richond des Brus
Pour les articles homonymes, voir Richond.
Louis François Régis Adolphe Richond, né le 27 décembre 1798, au Puy-en-Velay, mort au Puy-en-Velay le 5 février 1856 est un homme politique français. Il est le petit-fils de Benoît-Régis Richond, député aux États généraux de 1789. Il fut maire du Puy, officier de la Légion d'honneur (1847) , chevalier de l'Ordre de Charles III.
Il fut chirurgien Aide-Major (promotion 25 février 1822) à l'hôpital d'Instruction de Strasbourg.
Député de la Haute-Loire, de 1842 à 1848, il se présenta à la députation dans le premier collège de la Haute-Loire le 4 novembre 1837 ; il échoua par 23 voix contre 326 pour l'élu Pierre Calemard de Lafayette. Il fut élu député du même collège le 9 juillet 1842.
Nommé médecin inspecteur, il dut se représenter devant ses électeurs qui lui renouvelèrent son mandat, le 13 octobre 1847. 49 électeurs du Puy l'accusèrent alors de corruption électorale, mais la Chambre valida son élection.
M. Richond siégea parmi les ministériels, soutint le ministère Guizot, vota pour l'indemnité Pritchard et contre la proposition sur les députés fonctionnaires.
Il quitta la politique à la révolution de 1848.

## Publications
- Projet de fondation d'une Caisse d'épargne au Puy; Rapport (A. VIl,pp. 77-95).
- Rapport fait à la Chambre des députés sur la nécessité d'établir un hôpital militaire à Vichy, -1847, in-i., Paris, impr. roy.
- Louis-François Régis-Adolphe-Richond, Considérations médico-légales sur les luxations de la première vertèbre cervicale sur la deuxième, Paris : Impr. Didot jne , 1822
- De l'influence de l'estomac sur la production de l'apoplexie d'après les principes de la nouvelle doctrine physiologique (Delaunay 1824) ; mémoire couronné par la société royale de médecine de Bordeaux
- De la non-existence du virus vénérien, prouvée par le raisonnement, l'observation et l'expérience, avec un traité pratique des maux vénériens :, rédigé d'après les principes de la nouvelle doctrine médicale..., Delaunay 1826
- Notice sur les eaux thermales de Néris
- De l'influence du plaisir dans le traitement des maladies par M. Richond Des Brus, 3e éd., Le Puy : impr. de Guilhaume , 1854

## Iconographie
- Portrait de 1854 réalisé par Émile Giraud (1825-1892) 130x97 (don Jules Richond)
- Portrait de 1851 réalisé par Léon Mayer 35x27 (don Titaud) exposés au musée Crozatier du Puy-en-Velay

## Sources
- « Louis Richond des Brus », dans Adolphe Robert et Gaston Cougny, Dictionnaire des parlementaires français, Edgar Bourloton, 1889-1891 [détail de l’édition]